# 簗田御厨
簗田御厨（やなだのみくりや、梁田御厨）は、下野国梁田郡（現在の栃木県足利市福富町付近）にあった荘園。

## 歴史
簗田郡のほぼ全域に広がる荘園であったが、福富町の御厨神社付近がその中心であったとみられる。御厨が設置されていた当時は渡良瀬川の北岸に位置していた（その後の流路の変化によって渡良瀬川の本流は神社の北側を流れるようになり、かつての渡良瀬川は矢場川と呼ばれているため、両者の混同に注意する必要がある）。北側には足利郡の足利荘があり、同荘との関係が深く、御厨の開発・寄進も同荘の荘官が主体となって行われた。
康治2年（1143年）に伊勢神宮二宮（皇大神宮・豊受大神宮）の御厨として成立する。翌天養元年（1144年）に院宣が、永万元年（1165年）に宣旨が出されて、確定された。
ところで、この御厨の寄進を巡っては、伊勢神宮内では口入神主を地位を巡って荒木田元定と荒木田利光が、足利荘内では給主の地位（＝知行権）を巡って預所の源義国と下司の藤原家綱が争い、元定・義国側と利光・家綱側の間で院庁における訴訟へと発展した。結果、義国の寄進状が真正と認められて給主職に義国が任じられ、口入神主は彼が指名した元定が務める事になった。設立の翌年に出された院宣はそれに関するものとみられている。
久安4年（1150年）になって、本来は平安京の軍事貴族である筈の義国が勅勘を受けて足利荘で謹慎生活を送ることになったのを機に所領の直接経営に乗り出し、足利荘・簗田御厨を巡る義国の子孫源姓足利氏と家綱の子孫藤姓足利氏の対立が深刻化した。最終的に治承・寿永の乱で藤姓足利氏が滅亡したことで、源姓足利氏の支配が確立した。また、源義康-義清という後に源姓足利氏となる家系の本領は梁田御厨であったが、義清が治承・寿永の乱に際して源義仲に与したためにこれを失い、源頼朝の近親者であることにより足利荘を獲得した庶家筋の義兼の系統へ新田義重の有していた惣領権とともに伝えられたともされる。
源姓足利氏は鎌倉幕府御家人を経て室町幕府を開いて足利将軍家へと発展を遂げると、足利荘・簗田御厨はその所領として重要視されていった。その過程で両者の一体化が進み、簗田御厨は足利荘の一部（「足利荘簗田荘」）とみなされるようになりながら享徳の乱まで存続したと考えられ、足利荘の名前はその後も形だけは続いたものの、天正12年（1584年）の北条氏による足利占領によって名実ともに終焉を迎えることになる。